# Okno na podwórze (film 1954)

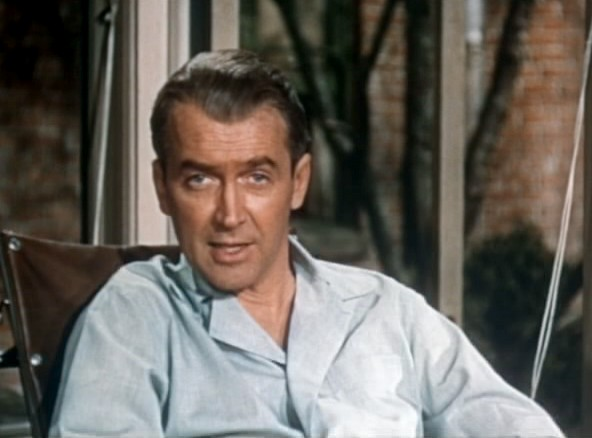
James Stewart w zwiastunie filmu

Okno na podwórze (ang. Rear Window) – amerykański film fabularny (thriller) z 1954 roku, w reżyserii Alfreda Hitchcocka. Film powstał na podstawie opowiadania Cornella Woolricha.

## Fabuła
L.B. Jefferies (James Stewart), znany fotograf, po wypadku ma złamaną nogę i jest unieruchomiony w swoim mieszkaniu. Jedynymi osobami, jakie go odwiedzają, jest jego dziewczyna, Lisa (Grace Kelly) i Stella (Thelma Ritter), pielęgniarka, która pomaga mu wrócić do zdrowia. Mężczyzna z nudów zaczyna poglądać swoich sąsiadów. Pewnego dnia staje się świadkiem dziwnego zachowania jednego z sąsiadów, Larsa Thorwalda (Raymond Burr) i nabiera przekonania, że mężczyzna zamordował swoją żonę. Decyduje się rozwiązać zagadkę. Ponieważ sam nie może nic zrobić, pomagają mu Lisa, Stella i znajomy policjant.

## Obsada
- James Stewart jako L.B. 'Jeff' Jefferies
- Grace Kelly jako Lisa Carol Fremont
- Wendell Corey jako porucznik Thomas J. Doyle
- Thelma Ritter jako Stella
- Raymond Burr jako pan Lars Thorwald
- Judith Evelyn jako panna „Samotne Serce”
- Ross Bagdasarian Sr. jako kompozytor
- Georgine Darcy jako panna Torso
- Sara Berner jako żona mieszkająca obok Thorwaldów
- Frank Cady jako mąż mieszkający obok Thorwaldów
- Jesslyn Fax jako rzeźbiąca sąsiadka
- Irene Winston jako pani Anna Thorwald
- Rand Harper jako pan młody
- Havis Davenport jako pani młoda

## Nagrody
- Alfred Hitchcock: (nominacja) Oscar najlepszy reżyser 1955
- John Michael Hayes: (nominacja) Oscar najlepszy scenariusz 1955
- Robert Burks: (nominacja) Oscar najlepsze zdjęcia 1955
- (nominacja) BAFTA najlepszy film 1955.